# 圣利奥 (佛罗里达州)
圣利奥（英語：St. Leo），是美国佛罗里达州帕斯科縣下属的一座城市。建立于1891年。面积约为4.9平方公里（约合1.9平方英里）。根据2010年美国人口普查，该市有人口1,340人。论人口在本州排行第316。